# 13162 Ryokkochigaku
13162 Ryokkochigaku este un asteroid din centura principală de asteroizi.

## Descriere
13162 Ryokkochigaku este un asteroid din centura principală de asteroizi. A fost descoperit pe 22 octombrie 1995 la Nyukasa de Masanori Hirasawa și Shohei Suzuki. Asteroidul prezintă o orbită caracterizată de o semiaxă mare de 2,36 ua, o excentricitate de 0,15 și o înclinație de 5,8° în raport cu ecliptica.